# Zawichost
Zawichost este un oraș în Polonia.

## Personalități născute aici
- Szymon Askenazy (1866 - 1935), istoric, politician, diplomat evreu.